# جورج فريدريك مورغان
جورج فريدريك مورغان (بالإنجليزية: George Frederick Morgan)‏ هو شاعر أمريكي، ولد في 1922، وتوفي في 2004.